# 阿提卡鎮區 (密歇根州)
阿提卡鎮區（英語：Attica Township）是位於美國密歇根州拉皮爾縣的一個行政鎮區。

## 地方資料
阿提卡鎮區的面積為93.90平方千米，當中陸地面積為92.70平方千米，而水域面積為1.20平方千米。根據2020年美國人口普查的數據，當地共有人口4706人，而人口密度為每平方千米50.12人。